# Polystichtis rhodope
Polystichtis rhodope är en fjärilsart som beskrevs av William Chapman Hewitson 1853. Polystichtis rhodope ingår i släktet Polystichtis och familjen Riodinidae. Inga underarter finns listade i Catalogue of Life.